# Julius Streicher
Julius Streicher (Fleinhausen, 12 febbraio 1885 – Norimberga, 16 ottobre 1946) è stato un politico e criminale di guerra tedesco, alto dirigente del Partito Nazionalsocialista Tedesco dei Lavoratori, editore del settimanale violentemente antisemita Der Stürmer, e Gauleiter di Franconia dal 1925 al 1940.
Dopo la guerra Streicher fu condannato a morte al processo di Norimberga, accusato di essere uno dei principali istigatori dell'odio razziale nei confronti della popolazione ebraica che aveva condotto alla Shoah.

## Primi anni
Streicher nacque a Fleinhausen, nei pressi di Augusta, nella Baviera meridionale. Egli fu il nono figlio della famiglia: il padre era un insegnante ed un fervente cattolico; l'adorata madre, anch'ella profondamente credente, venne definita successivamente da Streicher «la fortezza della mia infanzia». All'età di tredici anni iniziò un corso, della durata di cinque anni, per divenire maestro elementare. Completato il corso, nel gennaio 1904, iniziò la sua carriera di insegnante. Dopo un primo periodo trascorso in seno alla Chiesa cattolica, Streicher si allontanò dalla fede e divenne, negli anni, anticlericale. Nel 1909 si trasferì a Norimberga, dove visse il resto della vita. Stando a quanto riferì lo stesso Streicher durante il processo di Norimberga fu in questi anni, che per la prima volta si rese conto della "differenza" degli ebrei rispetto alla restante popolazione tedesca. Nel 1913 Streicher si sposò con Kunigunde Roth: il primo figlio Lothar nacque nel 1915 e successivamente divenne articolista su Der Sturmer; il secondo figlio, Elmar, nacque nel 1918.

### Prima guerra mondiale
Allo scoppio del primo conflitto mondiale Streicher si arruolò nell'arma di fanteria dell'esercito tedesco. Combatté inizialmente sul fronte francese, dove si distinse come combattente, tanto da meritare, primo della sua compagnia, la Croce di Ferro di Seconda Classe. Nel 1917 venne promosso ufficiale e combatté sul fronte rumeno e quello italiano. Tornato nel 1918 in Francia venne nuovamente decorato con la Croce di Ferro di Prima Classe, una delle massime onorificenze al valore tedesche. Terminato il conflitto nel novembre 1918, Streicher rientrò in Germania e riprese il lavoro di maestro elementare.

### "Conversione" all'antisemitismo ed ingresso nella NSDAP
Deluso, come molti altri veterani tedeschi, dalla sconfitta subita dalla Germania, Streicher iniziò a ragionare sui motivi che avevano condotto il suo popolo alla disfatta. In questo periodo i tedeschi, desiderosi di trovare una giustificazione alla sconfitta che tutelasse il loro onore militare, iniziarono a costruire quella che è passata alla storia come Dolchstoßlegende - la leggenda della pugnalata alle spalle. Secondo tale interpretazione la Germania sarebbe stata sconfitta non sul campo di battaglia, bensì dai corrotti politicanti della Repubblica di Weimar, dai comunisti e dall'«internazionale ebraica».
Streicher nel 1919 lesse per la prima volta i Protocolli dei Savi di Sion - un falso documento storico della fine del XIX secolo che ipotizzava un piano per la conquista del mondo da parte degli ebrei. Nello stesso periodo lesse inoltre l'Handbuch der Judenfrage (Manuale della questione ebraica) dello scrittore antisemita Theodor Fritsch. Questi due scritti, uniti alla ricerca di un capro espiatorio per la sconfitta subita, influenzarono profondamente Streicher, che iniziò a vedere negli ebrei la fonte di ogni problema della Germania e terminando il processo di "conversione" all'antisemitismo iniziato già prima della guerra. Alla fine del 1919 Streicher pronunciò il primo discorso antisemita in pubblico.
Nel 1919 Streicher collaborò alla fondazione del Partito socialista tedesco (Deutschsozialistische Partei, DSP), violentemente antisemita, del quale divenne rapidamente il maggiore esponente. Nel 1921 Streicher iniziò la pubblicazione della rivista del partito, il Deutscher Volkswille attraverso la quale si impegnò in violenti attacchi propagandistici contro gli ebrei. Nel 1922 il DSP e la maggior parte dei suoi membri - Streicher incluso - confluì nel Partito nazionalsocialista (NSDAP), che da poco aveva trovato in Adolf Hitler il proprio leader carismatico. L'anno successivo ebbe inizio la pubblicazione di Der Stürmer.

## Carriera politica

### Putsch della Birreria
Streicher partecipò attivamente al fallito tentativo di colpo di Stato organizzato da Hitler e dal Partito nazista il 9 novembre 1923 e passato alla storia con il nome di Putsch della Birreria - dal nome di una birreria di Monaco, la Bürgerbräukeller, nella quale Hitler pronunciò il discorso che diede avvio al tentativo.
In qualità di direttore della propaganda Streicher ebbe il compito, come oratore, di fomentare le masse di Monaco. In seguito marciò alla testa del corteo dei rivoltosi che muovevano verso la Feldherrnhalle (un complesso monumentale in ricordo dei Caduti), dove la polizia bavarese aprì il fuoco provocando almeno 16 morti e dozzine di feriti, stroncando sul nascere il colpo di Stato. Fuggito insieme agli altri rivoltosi, Streicher venne arrestato nei giorni successivi e condannato ad un mese di prigione da scontare presso la prigione di Landsberg, dove venne rinchiuso anche Hitler condannato ad una pena di 14 mesi. Le autorità bavaresi sospesero inoltre la pubblicazione di Der Stürmer, che riprese però la pubblicazione nel marzo del 1924, e lo licenziarono - ufficialmente Streicher era ancora maestro elementare.
Il coinvolgimento di Streicher nel fallito putsch rimase sempre nel ricordo di Hitler che negli anni successivi supportò attivamente il suo vecchio camerata, anche quando gli altri gerarchi nazisti, infastiditi dalla rozza violenza di Der Stürmer e dal comportamento scandaloso di Streicher, avrebbero voluto estrometterlo dal potere. L'affetto di Hitler nei confronti del fedele camerata fu tale che egli ricordò Streicher nel Mein Kampf, scritto in occasione del periodo trascorso in carcere a Landsberg.
Uscito dal carcere, forte dell'amicizia di Hitler, Streicher riprese le proprie attività editoriali. Nel periodo tra il 1924 ed il 1933, egli subì numerosi processi per gli articoli pubblicati su Der Stürmer, scontando circa 8 mesi in carcere. Nonostante i problemi legali con le autorità il 6 aprile 1924 venne eletto membro del parlamento bavarese.

### Gauleiterdi Franconia
Nel 1925 Streicher venne nominato Gauleiter di Franconia (con capoluogo Norimberga, nella quale si teneva l'annuale Congresso del Partito nazionalsocialista), un ruolo che mantenne anche dopo la conquista del potere del Partito Nazionalsocialista Tedesco dei Lavoratori, avvenuta nel 1933. La posizione di Gauleiter gli permise di incrementare rapidamente la propria fortuna attraverso la pubblicazione di giornali antisemiti - sempre più letti -, e il sequestro dei beni precedentemente appartenuti agli ebrei. Nello stesso anno egli venne promosso al grado onorario di Obergruppenführer delle SA.
Il 1º aprile 1933 Streicher, in qualità di presidente della commissione centrale, fu in prima linea nell'organizzazione del boicottaggio a danno delle attività commerciali di proprietà ebraica, organizzato dai nazisti, primo atto di una lunga serie di misure discriminatorie operate dal regime per escludere e successivamente sterminare la popolazione ebrea. Pochi giorni prima del boicottaggio Streicher scrisse per "motivare" la popolazione:
(tratto dagli atti dell'accusa al processo di Norimberga, Nazi Conspiracy & Aggression - Volume II - Capitolo XVI, pagg. 691-692)
Nonostante le speranze riposte nell'azione il boicottaggio si rivelò fallimentare e venne rapidamente sospeso a causa delle numerose proteste dei comuni cittadini.
Attraverso i suoi articoli Streicher supportò entusiasticamente l'approvazione delle leggi di Norimberga nel 1935 vedendo in esse il compimento di «quindici anni di lavoro di spiegazione» compiuto attraverso le proprie riviste. In qualità di Gauleiter Streicher aizzò l'odio dei tedeschi contro gli «assassini ebrei» e partecipò attivamente al violento pogrom scatenato la notte tra il 9 ed il 10 novembre 1938 e conosciuto come Notte dei cristalli (Reichskristallnacht).

### Accuse e fine della carriera politica
Nonostante l'amicizia di Hitler, nel febbraio 1940 Streicher venne destituito dalla carica di Gauleiter dopo le indagini di una commissione voluta da Hermann Göring per malversazioni nell'amministrazione della Franconia - una delle accuse principali era l'appropriazione indebita di beni appartenuti agli ebrei. Dopo la guerra Streicher affermò che le vere cause erano da ricercarsi nelle affermazioni che egli aveva fatto e relative al presunto concepimento in laboratorio della figlia di Göring, accusato di non essere abbastanza uomo per concepirla naturalmente. La commissione, che operò nella massima segretezza per evitare scandali ed incrinare la fiducia popolare nel Partito, trovò Streicher colpevole e lo rimosse dalla carica di Gauleiter.
I gerarchi ostili a Streicher (tra i quali figuravano anche Hess, Goebbels ed Himmler) colsero la favorevole occasione per destituire completamente la sua autorità agli occhi di Hitler ed allontanarlo definitivamente dai più influenti circoli nazisti, proponendo anche il divieto di pubblicazione per Der Stürmer. La rivista veniva infatti considerata da Goebbels troppo violenta e quindi controproducente alla propaganda estera.
Anche in questo caso non mancò l'appoggio di Hitler, che pur confermandone a malincuore l'allontanamento dalla carica di Gauleiter, impedì ulteriori attacchi, limitandosi ad una serie di blande misure che ordinarono a Streicher di ritirarsi nella sua casa di campagna nei pressi di Norimberga dalla quale, teoricamente, non avrebbe più potuto avere contatti con alte cariche del governo o pronunciare discorsi a nome del Partito. Hitler negò l'assenso a sospendere la pubblicazione di Der Stürmer che egli considerava un importante veicolo di propaganda.

## Editore ed antisemita

### Der Stürmer
Il 20 aprile 1923 Streicher pubblicò il primo numero di Der Stürmer, il settimanale illustrato che raggiunse negli anni la tiratura di quasi 500 000 copie. Der Stürmer utilizzò un violento stile scandalistico basato su menzogne, oscenità e volgari caricature, spesso a sfondo pornografico, che mettevano in guardia la popolazione tedesca dal pericolo della «perversione giudaica» e rappresentò un importante veicolo propagandistico per le politiche antisemite del Partito nazionalsocialista. Nel 1933 Streicher, ormai influente e ricco leader nazista, iniziò la pubblicazione del quotidiano Fränkische Tageszeitung e di numerose altre riviste locali distribuite nella zona di Norimberga.

### Iniziative editoriali per bambini
A partire dal 1936 la casa editrice Stürmer-Verlag, di proprietà di Streicher, intraprese la pubblicazione di libri per bambini. Illustrati e scritti con l'alfabeto allora in uso nelle scuole elementari tedesche, riportavano filastrocche inneggianti la supremazia della razza ariana e i pericoli insiti nella «contaminazione» del popolo tedesco con l'«eterno giudeo». Tali libri ebbero un'ampia diffusione nelle scuole tedesche, raggiungendo tirature superiori alle 100 000 copie. Tra i più importanti titoli «pedagogici» pubblicati da Streicher:
- Trau keinem Fuchs auf grüner Heid und keinem Jüd auf seinem Eid Archiviato il 3 febbraio 2007 in Internet Archive. («Non fidarti del lupo nel verde pascolo, né dell'ebreo e della sua parola d'onore») del 1936.
- Der Giftpilz Archiviato il 26 maggio 2012 in Archive.is. («Il fungo velenoso») del 1936.
- Der Poodle Pug Dachshund Pinscher del 1940, un libro suddiviso in racconti dove gli ebrei vennero paragonati a diversi animali ed insetti: bruchi, iene, camaleonti, cimici, serpenti, locuste, eccetera.

Il risultato dell'ossessiva propaganda di Streicher, e dei nazisti in generale, nei confronti dei bambini può essere sintetizzato con le parole di un articolo della Fränkische Tageszeitung del 22 dicembre 1936. In occasione del Natale Streicher si rivolse ai bambini di Norimberga un discorso pubblico:
Lo Stürmer-Verlag pubblicò inoltre un libro ad uso degli insegnanti, Die Judenfrage im Unterricht Archiviato il 25 dicembre 2010 in Internet Archive. («La questione ebraica nell'insegnamento») del 1937 che asseriva, rifacendosi alle idee di Streicher:

### Antisemitismo a sfondo pornografico
Streicher affrontò in maniera compulsiva il problema della «corruzione razziale» delle donne tedesche da parte degli ebrei, probabilmente a causa di turbe psichiche a sfondo pornografico e che trovarono riscontro nella sua "scandalosa" vita privata.
Le sue riviste (ed i suoi discorsi) traboccarono di storie, immagini e caricature di giovani ragazze "ariane" stuprate da "perversi" ebrei nel tentativo di corromperne la "purezza razziale". Alcuni passaggi tratti da opere edite da Streicher possono aiutare a meglio inquadrare il problema ed il tono che egli utilizzava:
(tratto da Die Judenfrage im Unterricht)
(Tratto dalla pubblicazione pseudoscientifica
La salute del popolo tedesco dal sangue e dalla terra e citato negli atti dell'accusa al processo di Norimberga, Nazi Conspiracy & Aggression - Volume II - Capitolo XVI, pagg. 692-693)

### Le campagne relative all'omicidio rituale
Tra le più virulente campagne lanciate da Streicher fu quella che accusava gli ebrei di compiere omicidi rituali a danno di bambini cristiani iniziata nel 1934 con diversi articoli apparsi su Der Stürmer e proseguita negli anni successivi. La campagna suscitò lo sdegno del mondo tanto da far intervenire l'Arcivescovo di Canterbury che protestò presso le autorità tedesche che reagirono accusandolo di essere al soldo dell'«internazionale ebraica».
Come in molte altre campagne propagandistiche Streicher e i suoi collaboratori utilizzarono una base pseudo-storica, sfruttando una credenza medioevale che accusava gli ebrei di sacrificare bambini cristiani durante la celebrazione del Pesach, la Pasqua ebraica. Der Stürmer accusò che l'ipotizzata usanza fosse ancora celebrata, adducendo a sostegno numerose "prove". Negli anni successivi vennero pubblicate numerose foto di gruppi di ebrei intenti ad uccidere e seviziare bambini e giovani donne tedeschi oltre che una serie di articoli "storici" tratti da processi e cronache medioevali.

## Seconda guerra mondiale
Nel corso della guerra Streicher si ritirò nella sua villa di Norimberga rimanendo esclusivamente editore ed articolista di Der Stürmer e delle altre pubblicazioni dello Stürmer-Verlag. Nonostante non ricoprisse più cariche pubbliche, proseguirono gli scandali circa il suo comportamento privato e violente proteste per le riviste che pubblicava. A dispetto di questo, Hitler difese sempre le azioni del suo vecchio e fedele camerata, mettendo a tacere le voci e coprendo gli scandali - molti, a sfondo sessuale, lo vedevano coinvolto con mogli di alti funzionari nazisti.
Nel 1943 la prima moglie morì, ed egli si risposò con la segretaria Adele Tappe. Con l'avvicinarsi del termine del conflitto Streicher, ancora fedele all'ideale nazista e intendendo non arrendersi, fuggì verso le Alpi, dove la propaganda nazista aveva illuso fosse stato preparato un «ridotto alpino» dal quale effettuare l'ultima resistenza. Tale «ridotto» esisteva solo nella fantasia di Hitler e di pochi fedeli, e la guerra finì dopo poco.
Il 23 maggio 1945, mentre stava dipingendo un quadro di paesaggistica montana, venne fermato da un soldato statunitense che in tedesco maccheronico gli fece notare la sua "somiglianza" con Julius Streicher: ne seguì una conversazione in cui egli venne riconosciuto e arrestato dalle forze armate statunitensi. Venne quindi trasferito al campo Ashcan e il 10 agosto portato a Norimberga.

## Processo di Norimberga
Julius Streicher venne imputato al processo di Norimberga e accusato di aver istigato, attraverso le colonne di Der Stürmer e delle altre sue pubblicazioni, l'odio razziale. Nel corso dei test di intelligenza effettuati dalle autorità americane nel corso del processo Streicher risultò l'imputato meno dotato, con un quoziente intellettivo comunque nella media. Per tutta la durata del processo continuò a considerare i suoi accusatori di «razza ebraica» e a vantarsi di essere in grado di riconoscerli con una sola occhiata.
Nei dibattimenti pubblici e nelle conversazioni private con lo psicologo statunitense Gustav Gilbert e dello psichiatra Leon Goldensohn si distinse per l'ottusa trivialità e il continuo riferimento alla «diversità» e «perversione» del popolo ebraico pur cercando di difendersi dalle accuse asserendo di essere stato solo un «filosofo» (utilizzò anche il termine «profeta» e «dotto erudito») e quindi non perseguibile per l'attuazione pratica delle proprie idee. Il suo comportamento stravagante lo portò a essere emarginato anche dagli altri co-imputati al processo. Streicher si trovò a più riprese coinvolto in aspri scontri con altri imputati del Processo: su tutti, l’ammiraglio Karl Dönitz e l’ex presidente della Reichsbank Hjalmar Schacht.
Julius Streicher venne riconosciuto colpevole di crimini contro l'umanità e condannato alla pena di morte per impiccagione. Il 16 ottobre 1946 venne impiccato nel carcere di Norimberga; le sue ultime parole furono:
(tratto da Dennis Bark e David Gress, A History of West Germany, volume II)
La festa ebraica del Purim, citata nelle ultime parole, ricorda la sconfitta del nobile persiano Haman e l'impiccagione dei suoi dieci figli ricordata nel Libro di Ester. Haman ed i suoi figli erano nemici e persecutori del popolo ebraico; probabilmente Streicher fece un parallelo ironico tra sé e gli altri nove imputati nazisti condannati a morte (l'undicesimo, Hermann Göring, si era suicidato la notte precedente) ed i figli di Haman.
Il suo corpo venne cremato nel Cimitero Est di Monaco di Baviera e le ceneri, insieme alle ceneri di altri 10 imputati, vennero sparse nel Wenzbach, un affluente del fiume Isar, nella medesima città.